# 6076 Plavec
A 6076 Plavec (ideiglenes jelöléssel 1980 CR) a Naprendszer kisbolygóövében található aszteroida. Ladislav Brožek fedezte fel 1980. február 14-én.